# Miguel Ángel Ayuso Guixot
Miguel Ángel Ayuso Guixot (Siviglia, 17 giugno 1952 – Roma, 25 novembre 2024) è stato un cardinale e vescovo cattolico spagnolo.

## Biografia
Nacque a Siviglia (Spagna) il 17 giugno 1952.

### Formazione e ministero sacerdotale
Il 2 maggio 1980 emise la professione perpetua nell'Istituto dei Missionari comboniani del Cuore di Gesù.
Fu ordinato sacerdote il 20 settembre 1982 dal cardinale José María Bueno y Monreal, arcivescovo emerito di Siviglia, ed esercitò il ministero missionario in Egitto e Sudan fino al 2002.
Conseguì la licenza in studi arabi ed islamistica (P.I.S.A.I. Roma, 1982) e il dottorato in teologia dogmatica (Università di Granada, 2000).
Dal 1989 fu professore di islamologia prima a Khartoum, poi al Cairo e, quindi, al Pontificio Istituto di Studi Arabi e d'Islamistica, dove in seguito ricoprì, fino al 2012, l'ufficio di preside. Il 30 giugno dello stesso anno, papa Benedetto XVI lo nominò segretario del Pontificio consiglio per il dialogo interreligioso, succedendo a mons. Pier Luigi Celata, ritiratosi per anzianità.
Presiedette vari incontri di dialogo interreligioso in Africa (Egitto, Sudan, Kenya, Etiopia e Mozambico).
Pubblicò due libri e alcuni articoli in riviste internazionali.
Conosceva, oltre la lingua madre spagnola, l'arabo, l'inglese, il francese e l'italiano.

### Ministero episcopale
Il 29 gennaio 2016 papa Francesco gli conferì la dignità episcopale, nominandolo vescovo titolare di Luperciana. Il 19 marzo ricevette l'ordinazione episcopale, nella basilica di San Pietro in Vaticano, con l'arcivescovo Peter Bryan Wells, per imposizione delle mani dello stesso pontefice, co-consacranti l'arcivescovo Giovanni Angelo Becciu, sostituto per gli Affari Generali della Segreteria di Stato e il cardinale Fernando Filoni, prefetto della Congregazione per l'evangelizzazione dei popoli.
Il 25 maggio 2019 lo stesso papa lo nominò presidente del Pontificio consiglio per il dialogo interreligioso, succedendo al cardinale Jean-Louis Tauran, deceduto il 5 luglio 2018.

### Cardinalato
Durante l'Angelus del 1º settembre 2019 papa Francesco ne annunciò la creazione a cardinale nel concistoro del successivo 5 ottobre. Ricevette la diaconia di San Girolamo della Carità, della quale prese possesso l'8 febbraio 2020.
Fino alla morte fu membro della Congregazione per le Chiese orientali, della Congregazione per l'evangelizzazione dei popoli, dal 17 novembre 2020, e del Dicastero delle cause dei santi, dal 17 febbraio 2024. 
Morì nel pomeriggio del 25 novembre 2024, all'età di 72 anni, al policlinico Agostino Gemelli di Roma a causa di una grave malattia. Le esequie vennero celebrate il 27 novembre dal cardinale Giovanni Battista Re, decano del collegio cardinalizio, all'altare della Cattedra nella basilica di San Pietro in Vaticano; al termine papa Francesco presiedette il rito dell'ultima commendatio e della valedictio. Il 3 dicembre successivo venne sepolto nella cripta della cappella di San José, all'interno della cattedrale di Santa Maria, vicino alla tomba del cardinale José María Bueno y Monreal.

## Genealogia episcopale e successione apostolica
La genealogia episcopale è:
- Cardinale Scipione Rebiba
- Cardinale Giulio Antonio Santori
- Cardinale Girolamo Bernerio, O.P.
- Arcivescovo Galeazzo Sanvitale
- Cardinale Ludovico Ludovisi
- Cardinale Luigi Caetani
- Cardinale Ulderico Carpegna
- Cardinale Paluzzo Paluzzi Altieri degli Albertoni
- Papa Benedetto XIII
- Papa Benedetto XIV
- Papa Clemente XIII
- Cardinale Bernardino Giraud
- Cardinale Alessandro Mattei
- Cardinale Pietro Francesco Galleffi
- Cardinale Giacomo Filippo Fransoni
- Cardinale Carlo Sacconi
- Cardinale Edward Henry Howard
- Cardinale Mariano Rampolla del Tindaro
- Cardinale Antonio Vico
- Arcivescovo Filippo Cortesi
- Arcivescovo Zenobio Lorenzo Guilland
- Vescovo Anunciado Serafini
- Cardinale Antonio Quarracino
- Papa Francesco
- Cardinale Miguel Ángel Ayuso Guixot, M.C.C.I.

La successione apostolica è:
- Vescovo Aldo Berardi, O.SS.T. (2023)